# لوئیس پنیا
لوئیس پنیا (اسپانیایی: Luis Peña‎؛ ‏ ۲۰ ژوئن ۱۹۱۸ – ۲۹ مارس ۱۹۷۷) بازیگر تئاتر و سینما اهل اسپانیا بود.
از فیلم‌ها یا برنامه‌های تلویزیونی که وی در آن نقش داشته‌است، می‌توان به گاوآهن و ما هجده ساله‌ایم اشاره کرد.